# Шрайбер, Стюарт
Стюарт Шрайбер (англ. Stuart Lee Schreiber; род. 6 февраля 1956, США) — американский учёный-химик, член Национальной академии наук США (1995). 
Ведущий научный сотрудник Broad Institute и профессор Гарвардского университета. Лауреат премии Вольфа (2016).

## Биография
Окончил Виргинский университет (бакалавр химии, 1977). Степень доктора философии по органической химии получил в Гарвардском университете в 1981 году.
В 1981-1988 годах преподаватель Йельского университета, с 1988 года член кафедры химии и химической биологии Гарвардского университета, ныне её именной профессор. Также исследователь Howard Hughes Medical Institute.
В Broad Institute, одним из членов-основателей которого Шрайбер является, он руководит научно-терапевтическим центром.
В 1997 году директор-основатель Института химии и клеточной биологии Гарварда.
Член Американской академии искусств и наук (1995).
В 2011 году 12-й наиболее цитируемый из ныне живущих химиков (индекс Хирша = 117).

## Награды и отличия
- ACS Award in Pure Chemistry[англ.] (1989)
- Ciba-Geigy Drew Award for Biomedical Research[англ.] (1992)
- Eli Lilly Award in Biological Chemistry[англ.] (1993)
- Paul Karrer Gold Medal[англ.] (1994)
- Tetrahedron Prize[англ.] (1997)
- William H. Nichols Medal[англ.] (2001)
- Thomson Reuters Citation Laureate (2006, химия; 2016, физиология и медицина)[10][11]
- ACS Chemical Biology Lectureship[англ.] (2011)
- Премия имени Артура Коупа (2014)
- Золотая медаль Нагои[яп.] (2015)
- Премия Вольфа (2016)[12]